# Завиша Митрович
Завиша Митрович (на сръбски: Завиша Митрович) (1649- 1702) е сърбски ускок, кавалер на ордена „Св. Марко“, капитан на морлаците в историческата област Лика.

## Биографични данни
Роден е в село в историко-географския район Буковица. Син е на войводата Янко Митрович.
Има двама по-големи братя, Илия и Стоян, също прославени ускоци, както и сестра Ана.
Особено се отличава в сраженията с турците за отвоюването на Книн и Син, където и е ранен.
Притежава голямо богатство и имоти – мелници, къщи, магазини, а в края на живота си купува половината остров Олиб.

## Потомство
Завиша има синове Стоян и Илия и дъщеря Йелена. Всички членове на неговото семейство са удостоени с титлата „конт“ от дожа на Венеция Себастиано Мочениго на 20 август 1705 г. заради проявени заслуги на брат му Стоян Янкович Митрович и на баща му Янко Митрович.
Известно е, че от децата на Завиша единствено дъщеря му Йелена, омъжена за венецианския полковник Теодор Деде (православен грък по произход), оставя потомство. Нейният син и съответно внук на Завиша – Кириак Деде Митрович след смъртта на вуйчо си Илия с одобрението на венецианския сенат е обявен за негов наследник, макар и малолетен към този момент. Впоследствие праправнуците на Завиша през 1831 г. получават и австрийски документ, с който се препотвърждава благородническата им титла „conte veneto“. Последният конт по тази линия е праправнукът на Йелена и Теодор, Илия Деде Митрович (1818-1874). Той не оставя мъжко потомство, но неговата дъщеря Олга се омъжва за Владимир Десница, от когото има синове Бошко и Урош. Синът на Урош е писателят Владан Десница, един от най-известните югославски писатели от втората половина на XX в.